# Sydamerikas bästa fotbollsspelare
Tidningen El País från Uruguay delar varje år, med start 1986, efter omröstning ut priset Sydamerikas bästa fotbollsspelare. Priset går till den bäste spelaren i någon av de Sydamerikanska fotbollsligorna. Tidigare var det tidningen El Mundo från Venezuela som delade ut priset från 1971 fram till 1985 då de inte ansågs vara officiella längre.

## Vinnare
| År   | Spelare               | Klubb              |
| ---- | --------------------- | ------------------ |
| 1971 | Tostão                | Cruzeiro           |
| 1972 | Teófilo Cubillas      | Alianza Lima       |
| 1973 | Pelé                  | Santos             |
| 1974 | Elías Figueroa        | Internacional      |
| 1975 | Elías Figueroa        | Internacional      |
| 1976 | Elías Figueroa        | Internacional      |
| 1977 | Zico                  | Flamengo           |
| 1978 | Mario Kempes          | Valencia           |
| 1979 | Diego Maradona        | Argentinos Juniors |
| 1980 | Diego Maradona        | Argentinos Juniors |
| 1981 | Zico                  | Flamengo           |
| 1982 | Zico                  | Flamengo           |
| 1983 | Sócrates              | Corinthians        |
| 1984 | Enzo Francescoli      | River Plate        |
| 1985 | Romerito              | Fluminense         |
| 1986 | Antonio Alzamendi     | River Plate        |
| 1987 | Carlos Valderrama     | Deportivo Cali     |
| 1988 | Rubén Paz             | Racing Club        |
| 1989 | Bebeto                | Vasco da Gama      |
| 1990 | Raúl Vicente Amarilla | Olimpia Asunción   |
| 1991 | Oscar Ruggeri         | Vélez Sársfield    |
| 1992 | Raí                   | São Paulo          |
| 1993 | Carlos Valderrama     | Atlético Junior    |
| 1994 | Cafu                  | São Paulo          |
| 1995 | Enzo Francescoli      | River Plate        |
| 1996 | José Luis Chilavert   | Vélez Sársfield    |
| 1997 | Marcelo Salas         | River Plate        |
| 1998 | Martín Palermo        | Boca Juniors       |
| 1999 | Javier Saviola        | River Plate        |
| 2000 | Romário               | Vasco da Gama      |
| 2001 | Juan Román Riquelme   | Boca Juniors       |
| 2002 | José Cardozo          | Deportivo Toluca   |
| 2003 | Carlos Tévez          | Boca Juniors       |
| 2004 | Carlos Tévez          | Boca Juniors       |
| 2005 | Carlos Tévez          | Corinthians        |
| 2006 | Matías Fernández      | Colo-Colo          |
| 2007 | Salvador Cabañas      | América            |
| 2008 | Juan Sebastián Verón  | Estudiantes LP     |
| 2009 | Juan Sebastián Verón  | Estudiantes LP     |
| 2010 | Andrés D'Alessandro   | Internacional      |
| 2011 | Neymar                | Santos             |
| 2012 | Neymar                | Santos             |
| 2013 | Ronaldinho            | Atlético Mineiro   |
| 2014 | Teófilo Gutiérrez     | River Plate        |
| 2015 | Carlos Sánchez        | River Plate        |
| 2016 | Miguel Borja          | Atlético Nacional  |
| 2017 | Luan                  | Grêmio             |
| 2018 | Pity Martínez         | River Plate        |
| 2019 | Gabriel Barbosa       | Flamengo           |
| 2020 | Marinho               | Santos             |
| 2021 | Julián Álvarez        | River Plate        |
| 2022 | Pedro                 | Flamengo           |
| 2023 | Germán Cano           | Fluminense         |

## Statistik

### Efter land
| Land      | Priser |
| --------- | ------ |
| Brasilien | 17     |
| Argentina | 16     |
| Chile     | 5      |
| Paraguay  | 5      |
| Uruguay   | 5      |
| Colombia  | 4      |
| Peru      | 1      |

### Efter spelare
| Spelare              | Priser |
| -------------------- | ------ |
| Elías Figueroa       | 3      |
| Carlos Tévez         | 3      |
| Zico                 | 3      |
| Enzo Francescoli     | 2      |
| Diego Maradona       | 2      |
| Carlos Valderrama    | 2      |
| Neymar               | 2      |
| Juan Sebastián Verón | 2      |

### Efter klubb
| Klubb              | Priser |
| ------------------ | ------ |
| River Plate        | 9      |
| Flamengo           | 5      |
| Boca Juniors       | 4      |
| Internacional      | 4      |
| Santos             | 3      |
| Argentinos Juniors | 2      |
| Corinthians        | 2      |
| Fluminense         | 2      |
| São Paulo          | 2      |
| Vasco da Gama      | 2      |
| Vélez Sarsfield    | 2      |
| Estudiantes LP     | 2      |